# Albert City
Albert City é uma cidade localizada no estado americano de Iowa, no Condado de Buena Vista.

## Demografia
Segundo o censo americano de 2000, a sua população era de 709 habitantes.
Em 2006, foi estimada uma população de 694, um decréscimo de 15 (-2.1%).

## Geografia
De acordo com o United States Census Bureau tem uma área de
1,4 km², dos quais 1,4 km² cobertos por terra e 0,0 km² cobertos por água. Albert City localiza-se a aproximadamente 402 m acima do nível do mar.

## Localidades na vizinhança
O diagrama seguinte representa as localidades num raio de 20 km ao redor de Albert City.